# Ниси (дем Александрия)
Вижте пояснителната страница за други значения на Ниси.
Ниси (на гръцки: Νησί, катаревуса: Νησίον, Нисион) е село в Република Гърция, дем Александрия, област Централна Македония.

## География
Селото е разположено в Солунското поле, на 12 m надморска височина, на 22 километра североизточно от град Бер (Верия) и на 10 западно от демовия център Александрия (Гида). В миналото на север от селото е започвало Ениджевардарското езеро. Името му означана на гръцки остров.

## История

### В Османската империя
В ΧΙΧ век Ниси е гръцко село в Солунската каза на Османската империя. Църквата „Свети Безсребреници“ е от 1813 година. Селото е било чифлигарско. Александър Синве („Les Grecs de l’Empire Ottoman. Etude Statistique et Ethnographique“) в 1878 година пише, че в Ниси (Nissi), Камбанийска епархия, живеят 284 гърци. На етническата карта на Густав Вайганд към труда му „Арумъните“ селото е дадено като българско на самата българо-гръцка етническа граница.
По време на Гръцката въоръжена пропаганда в Македония Ниси е база на андартските нападения към селата в околните български области Вардария, Сланица и Боймия и затова през март 1906 година е опожарено от четите на Апостол войвода и Лука Иванов.

### В Гърция
През Балканската война в 1912 година в селото влизат гръцки части и след Междусъюзническата в 1913 година Ниси остава в Гърция. След Първата световна война в 1922 година в селото са заселени гърци бежанци. В 1928 година Ниси е смесено местно-бежанско селище с 43 бежански семейства и 173 жители бежанци.
След широките мелиоративни работи в началото на 30-те години и пресушаването на Ениджевардарското езеро, в Ниси се заселват още бежански семейства, както и жители на Драчкуп, Чорново и Гумендже.
| Година    | 1913 | 1920 | 1928 | 1940 | 1951 | 1961 | 1971 | 1981 | 1991 | 2001 | 2011 | 2021 |
| --------- | ---- | ---- | ---- | ---- | ---- | ---- | ---- | ---- | ---- | ---- | ---- | ---- |
| Население | 396  | 380  | 574  | 1127 | 1289 | 1477 | 1450 | 1644 | 1648 | 1517 | 1519 | 1226 |

## Личности
Родени в Ниси
- Евтимиос Делос (Ευθύμιος Ντέλλος), гръцки андартски деец, четник на Панайотис Пападзанетеас, убит в сражение през 1906 година[7]
- Константинос Цямбурлянос (Κωνσταντίνος Τσιαμπουρλιάνος), гръцки андартски деец, агент от трети клас[7]
- Михалис Хрисохоидис (р. 1955), гръцки политик, министър на защитата на гражданите

Починали в Ниси
- Гоно Йотов (1880 – 1911), гъркомански андартски капитан